# Georg Minde-Pouet

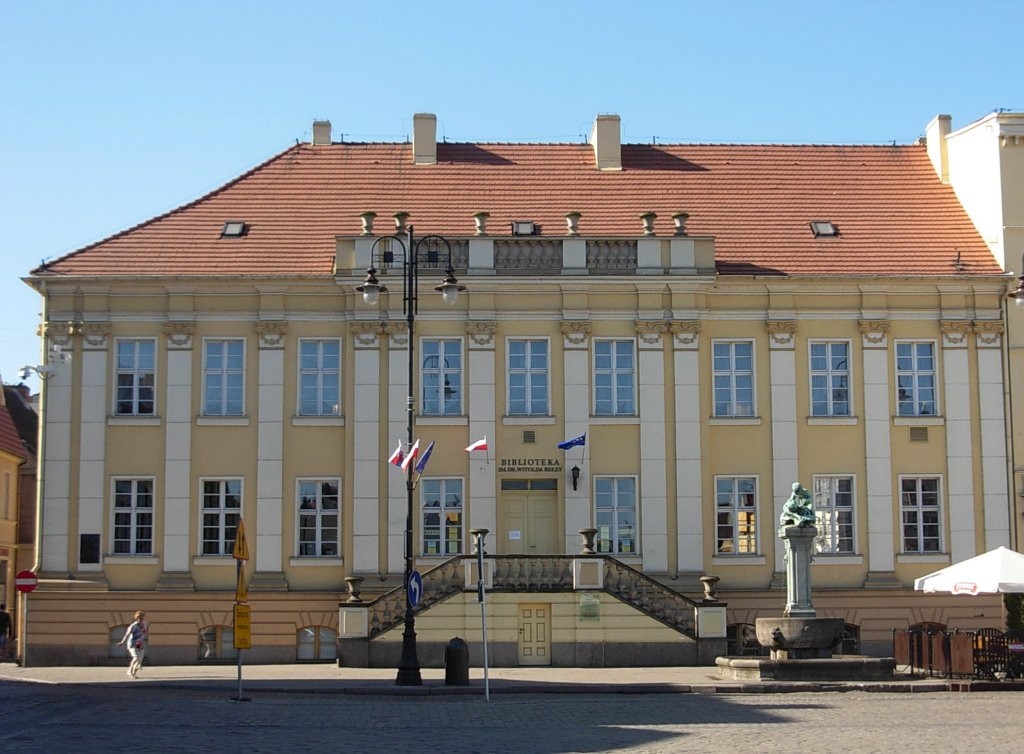
Biblioteka Miejska w Bydgoszczy, której pierwszym dyrektorem i organizatorem był Georg Minde-Pouet

Georg Minde-Pouet (ur. 1871 w Berlinie, zm. 1950 w Berlinie) – bibliotekarz, dyrektor Biblioteki Miejskiej w Bydgoszczy w latach 1903–1913. 

## Życiorys
Urodził się 5 czerwca 1871 roku w Berlinie. Pochodził z francuskiej rodziny hugenockiej. Uczęszczał do Królewskiego Gimnazjum w Berlinie, gdzie w 1890 roku złożył egzamin maturalny. W latach 1890–1895 odbył studia na Uniwersytecie w Berlinie w zakresie języka i literatury niemieckiej, historii sztuki i estetyki, uzyskując stopień doktora. 
Doskonalił znajomość języka francuskiego, odbywając w tym celu dwukrotnie podróże naukowe do Paryża. Poznał również język angielski i włoski. Obok zainteresowań historyczno-literackich i językowych z równym zapałem studiował historię sztuki. Pierwszym jego zawodowym zajęciem była praca w redakcjach czasopism oraz w Królewskim Muzeum w Berlinie. 
W styczniu 1898 roku objął posadę pomocniczego pracownika naukowego w Bibliotece Krajowej i Muzeum Prowincjalnym w Poznaniu. W 1902 roku powierzono mu funkcję zastępcy dyrektora i pierwszego asystenta w nowo otworzonym Muzeum Cesarza Fryderyka w Poznaniu. Zajmował się organizacją biblioteki tej placówki, poznając różnorodne zagadnienia techniczne i naukowe. Był jednym z założycieli Niemieckiego Towarzystwa Sztuki i Wiedzy w Poznaniu, pełniąc funkcję jego sekretarza. Aktywnie włączył się w jego działalność, wygłaszając na zebraniach organizowanych w różnych miastach Prowincji Poznańskiej referaty poświęcone niemieckiej literaturze i sztuce.

### Dyrektor Biblioteki Miejskiej w Bydgoszczy
W 1902 roku Niemieckie Towarzystwo Sztuki i Nauki w Bydgoszczy wystąpiło z inicjatywą powołania Biblioteki Miejskiej. Pomysł zyskał poparcie władz miasta, zwłaszcza nadburmistrza Alfreda Knoblocha. Podjęto kroki dla uzyskania pomocy finansowej państwa. Władze miejskie zobowiązały się zapewnić pomieszczenia dla biblioteki Ostatecznie ulokowano ją w budynku przy Starym Rynku, użytkowanym pierwotnie (1775–1806) przez Deputację Kamery Wojny i Domen w Bydgoszczy, a potem przez Sąd Powiatowy. 
20 stycznia 1903 roku rada miejska powołała Minde-Poueta na stanowisko dyrektora biblioteki, które faktycznie objął dopiero w październiku. Przypadła mu w udziale organizacja nowo utworzonej placówki. Uzyskany dla niej gmach przy Starym Rynku rozbudował o skrzydło przy ul. Jana Kazimierza. Podjął także starania o środki finansowe na utrzymanie bydgoskiej książnicy. Otrzymał subwencję z Ministerstwa Kultury w wysokości 1,5 tys. marek rocznie, która wzrosła do 8 tys. marek w roku 1910. W kosztach utrzymania biblioteki partycypowało jednak głównie miasto, asygnując na ten cel (tylko tego samego roku) 21 tys. marek. Pieniądze te wykorzystano na systematyczne uzupełnianie zbiorów, które w latach 1903-1919, wzrosły z 30 do 60 tys. tomów. 
Z jego inicjatywy został opracowany katalog zasobu biblioteki, wydany drukiem w roku 1911. Na stanowisku dyrektora wykazał duży zmysł organizacyjny i umiejętność zdobywania niezbędnych środków finansowych na utrzymanie biblioteki. 

### Działalność społeczno-kulturalna w Bydgoszczy
Funkcję dyrektora łączył z powodzeniem z działalnością naukową, oświatową i społeczno-kulturalną. Pełnił obowiązki sekretarza Niemieckiego Towarzystwa Sztuki i Wiedzy w Bydgoszczy. Przewodniczył powołanemu z jego inicjatywy wydziałowi literatury towarzystwa. Należał do najbardziej aktywnych członków, przygotowując referaty z zakresu literatury i sztuki. Redagował periodyk Aus dem Posener Lande, często zamieszczając z nim swoje artykuły. 
Jego działalność przyczyniła się do popularyzacji Bydgoszczy jako ośrodka życia kulturalnego. Publikował bardzo wiele, a jego prace z reguły poświęcone były zagadnieniom historii sztuki i literatury. Pisywał takie artykuły okolicznościowe, biogramy, recenzje teatralne. Kilka prac poświęcił Bibliotece Miejskiej w Bydgoszczy. Dowodem uznania dla jego działalności naukowej było nadanie mu tytułu profesora w czerwcu 1911 roku. Był także tłumaczem przysięgłym języka francuskiego w Sądzie Krajowym w Bydgoszczy. 
Na stanowisku dyrektora Biblioteki Miejskiej w Bydgoszczy pozostał do końca czerwca 1913 roku, po czym opuścił Bydgoszcz w związku z propozycją objęcia stanowiska dyrektora Zbiorów Miejskich w Dreźnie. Funkcję tę sprawował do kwietnia 1917 roku, a następnie w latach 1917–1923 był kierownikiem Biblioteki w Lipsku. Po przejściu na emeryturę w 1925 roku, osiadł na stałe w Berlinie. Tu kontynuował swoją naukową działalność z zakresu bibliotekarstwa. Był członkiem wielu towarzystw naukowych i społeczno-zawodowych. Zmarł 20 stycznia 1950 roku w Berlinie.

## Rodzina
Georg Minde Pouet od 1899 roku był żonaty z Marie z domu Lemmen. Miał trzy córki: Melinę (ur. 1900), Gerdę (ur. 1902) i Liseloltę (ur. 1904).